# Nilas Traum im Garten Eden
Nilas Traum im Garten Eden ist ein deutsch-iranischer Dokumentarfilm aus dem Jahr 2024 von Regisseurin Niloufar Taghizadeh.

## Inhalt
Der Film begleitet die alleinerziehende Mutter Leyla und ihre sechsjährige Tochter Nila in der iranischen Stadt Maschhad. Nila wurde aus einer sogenannten Zeitehe geboren, einer temporären Eheform, die es Männern im Iran erlaubt, neben ihrer regulären Ehe zeitlich begrenzte Verbindungen einzugehen. Warum die Zeitehe im Iran überhaupt erlaubt ist, begründet ein Geistlicher im Fernsehen damit, dass Lust eben ein Bedürfnis wie Hunger oder Durst sei, Frauen aber nicht immer zur Verfügung stünden. Gäbe es die Zeitehe nicht, würde das zur Prostitution führen, und die ist nach Ansicht der Geistlichen verboten. Da Nilas Vater sie aber nicht anerkennt, hat sie keine Geburtsurkunde und kann somit keine Schule besuchen. Als Nila sechs Jahre alt ist, kann die Mutter vor Gericht mit Hilfe eines DNA-Tests nachweisen, dass der Mann aus der Zeitehe Nilas Vater ist, und Nila darf jetzt wie die anderen Kinder zur Schule gehen. Damit ist der Kampf der Mutter um den Schulbesuch der Tochter aber nicht ausgestanden. Angeblich fehlen immer noch Dokumente, eine Sorgerechtsbescheinigung soll beigeschafft werden, die der Vater zu unterschreiben hat, der aber nach wie vor die Vaterschaft leugnet. Die Mutter wird von einem Amt zum nächsten geschickt und verfängt sich in den Fallstricken der iranischen Bürokratie.

## Themen
Der Dokumentarfilm zeigt die Herausforderungen, denen Leyla und Nila aufgrund ihrer familiären Situation gegenüberstehen. Neben den rechtlichen Schwierigkeiten thematisiert der Film auch die gesellschaftliche Stigmatisierung von Frauen und Kindern, die aus Zeitehen hervorgehen. Leyla kämpft nicht nur gegen ein restriktives Rechtssystem, sondern auch gegen eine Gesellschaft, die Frauen wie sie verurteilt.
Der Film dokumentiert Leylas jahrelangen Kampf gegen bürokratische Hürden und gesellschaftliche Vorurteile, um ihrer Tochter ein selbstbestimmtes Leben zu ermöglichen.

## Produktion und Veröffentlichung
Die Dreharbeiten fanden über einen Zeitraum von drei Jahren statt, größtenteils undercover in staatlich überwachten Einrichtungen im Iran. Regisseurin Niloufar Taghizadeh, die selbst aus Maschhad stammt und mit Leyla zur Schule ging, nutzte unter anderem ihr Smartphone, um heimlich zu filmen. Der Film wurde von Windcatcher Productions in Koproduktion mit ZDF und in Zusammenarbeit mit Arte produziert. Unterstützt wurde das Projekt von der Beauftragten der Bundesregierung für Kultur und Medien (BKM) und der MFG Filmförderung Baden-Württemberg.
Die Premiere von Nilas Traum im Garten Eden fand im April 2024 statt. Der Kinostart in Deutschland war am 11. April 2024.

## Rezeption
Der Film erhielt positive Kritiken für seine eindringliche Darstellung der Herausforderungen, denen Frauen und Kinder im Iran gegenüberstehen. Die Deutsche Film- und Medienbewertung (FBW) verlieh dem Film das Prädikat „besonders wertvoll“. Kritiker lobten insbesondere die authentische Darstellung der Mutter-Tochter-Beziehung und den Mut der Regisseurin, unter schwierigen Bedingungen zu filmen.